# Spanjaardspoort
La Spanjaardspoort (ou la porte des Espagnols) était une barbacane construite en 1536 comme une extension de l'ancienne porte de Nieuwstad disparue ou Diezerpoort (mentionnée pour la première fois en 1393) à Zutphen, aux Pays-Bas. Les vestiges, la porte d'entrée et une partie du mur de défense, sont protégés au titre de monument national Rijkmonument et ont été restaurés en 1905 puis, encore une fois, en 1951-1952,.
Pendant longtemps, une caserne, la caserne d'Isendoorn, qui était logée dans de vieux bâtiments monastiques, se tenait tout contre cette porte. La caserne a été détruite pendant la Seconde Guerre mondiale en 1944.

## Galerie

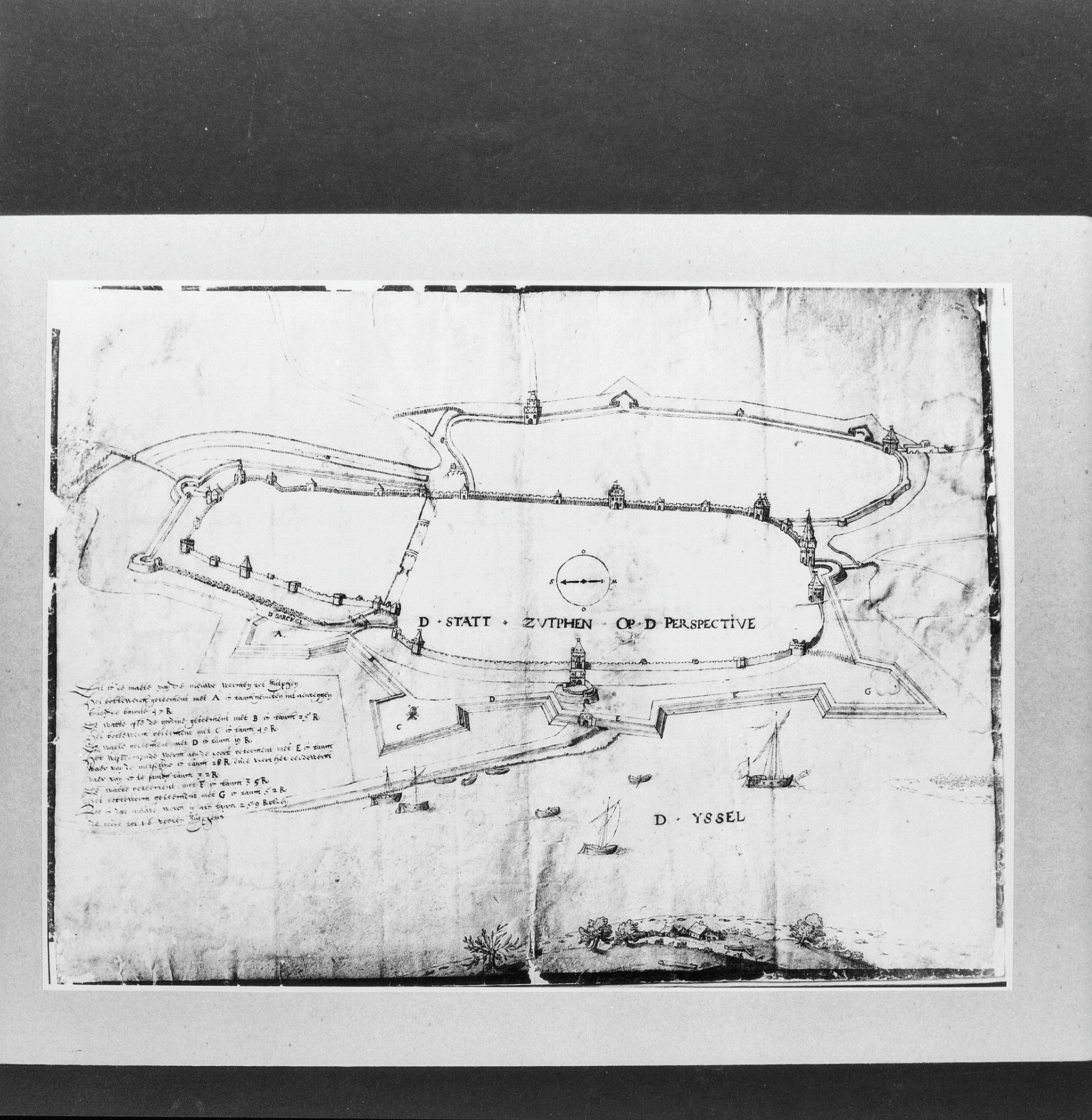
Sur cette très ancienne perspective de la ville de Zutphen, on peut voir l'ancienne porte en activité (à gauche en haut).
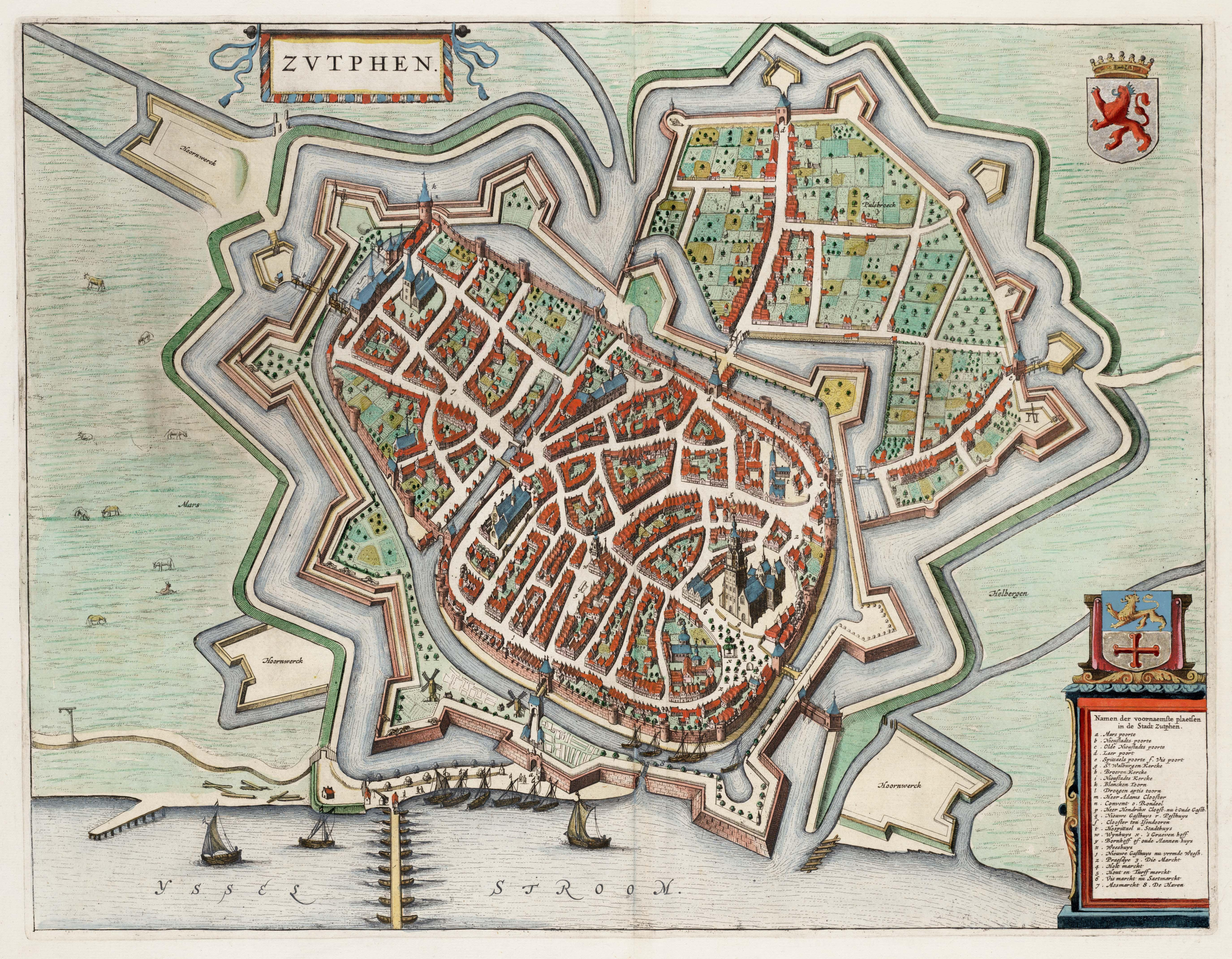
Sur ce plan de Zutphen de 1649 (tiré de l'Atlas van Loon), on trouve la porte des Espagnols est indiquée au niveau du bastion extrême en haut et à gauche de la ville (indiqué c).
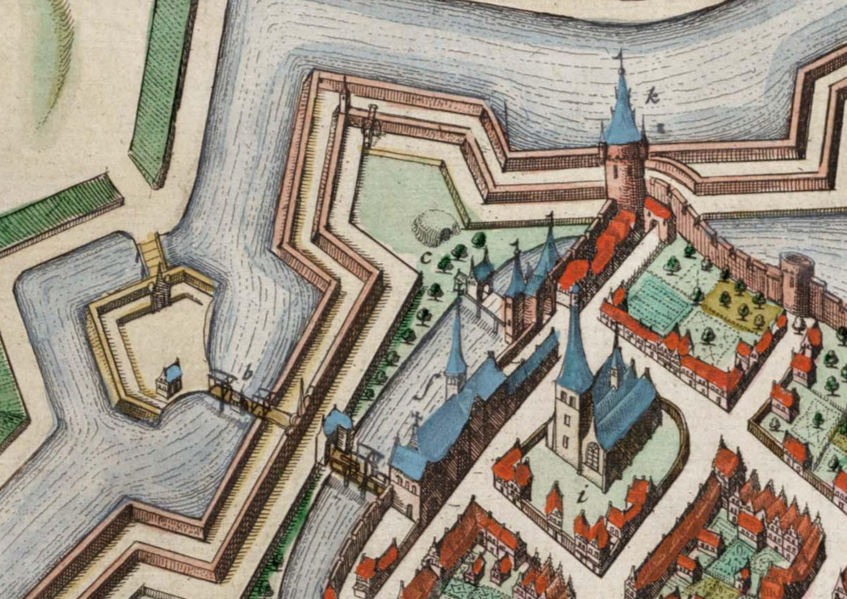
Les deux portes de la Nieuwstad, la nouvelle et l'ancienne (la Spanjaardspoort).
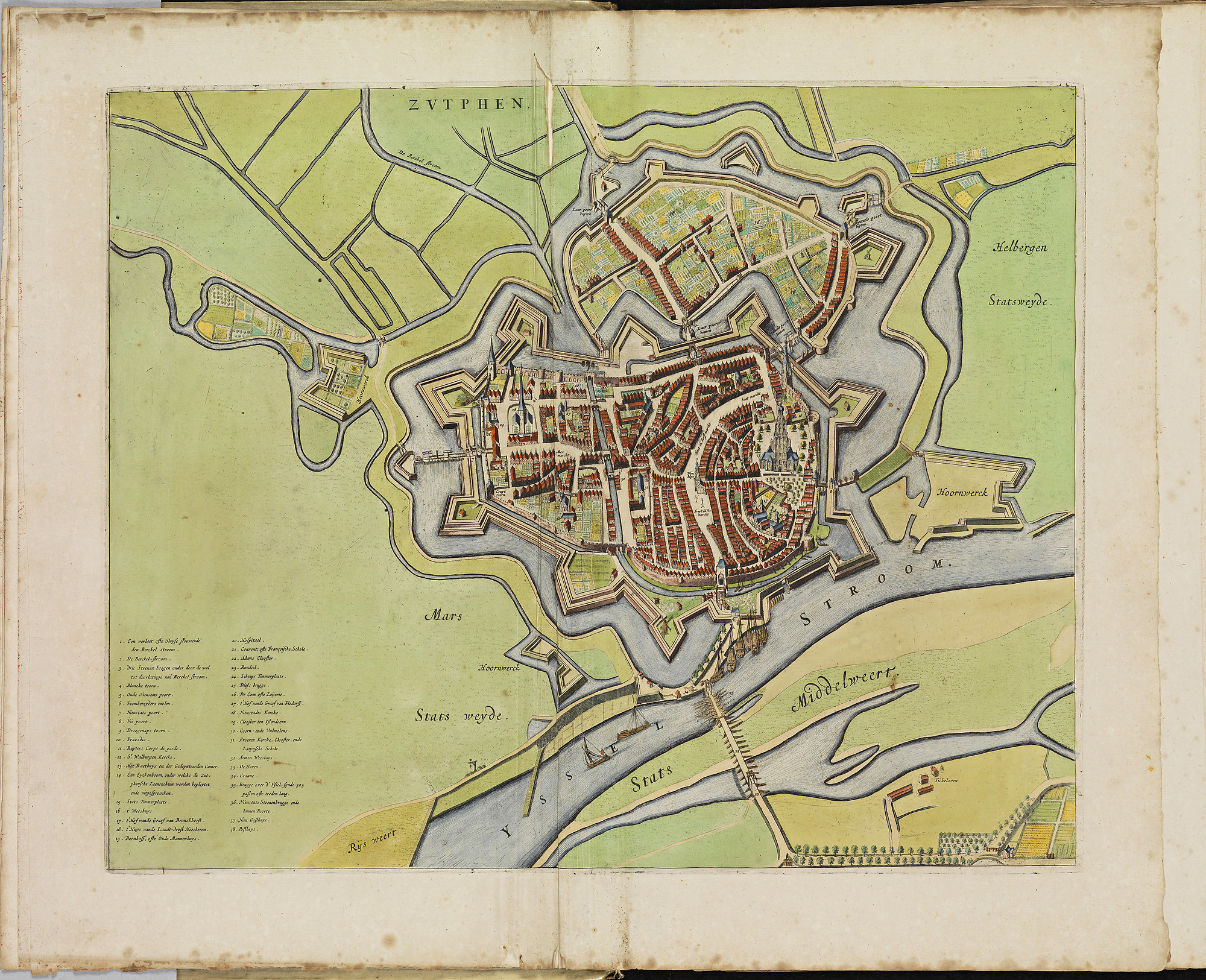
Sur cet autre plan de Frederik de Wit de 1698, la Spanjaardspoort est indiquée par le n°5.
Plan cadastral de 1823 indiquant la porte dans le quart droit en haut portant les n°82 et 104.
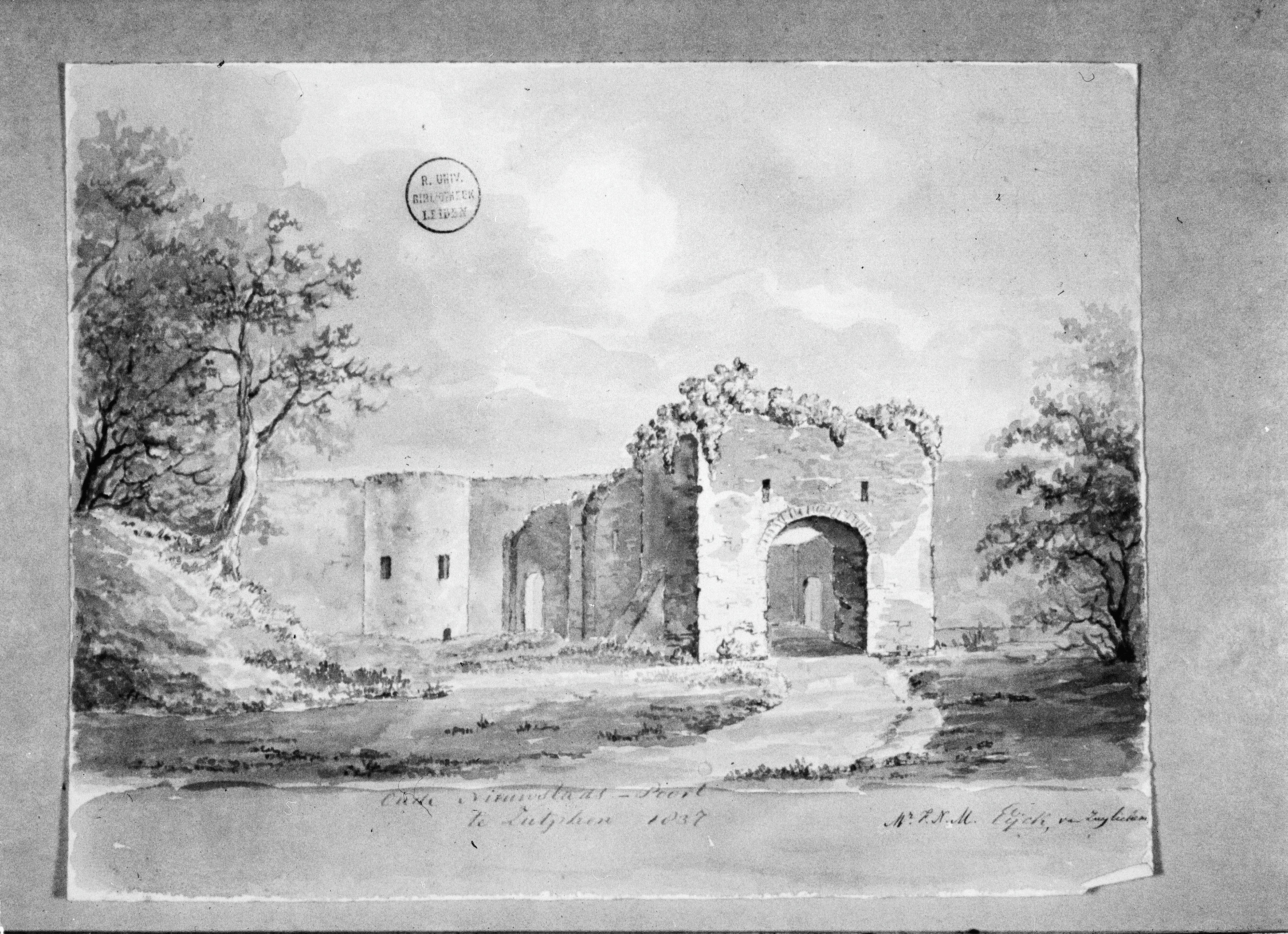
Vue de la porte vers 1837 de l'extérieur de la ville.
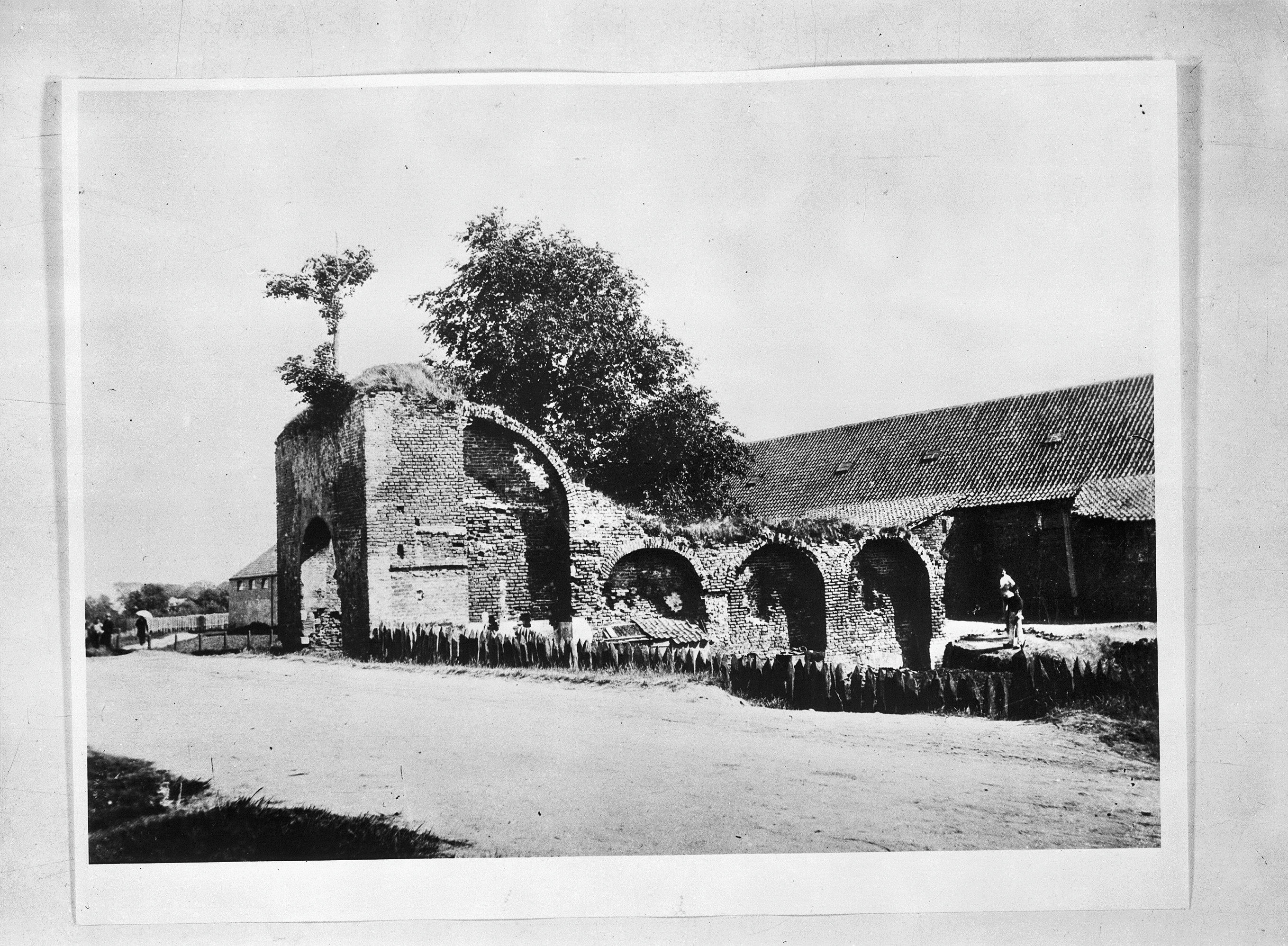
Vue extérieure de la porte.
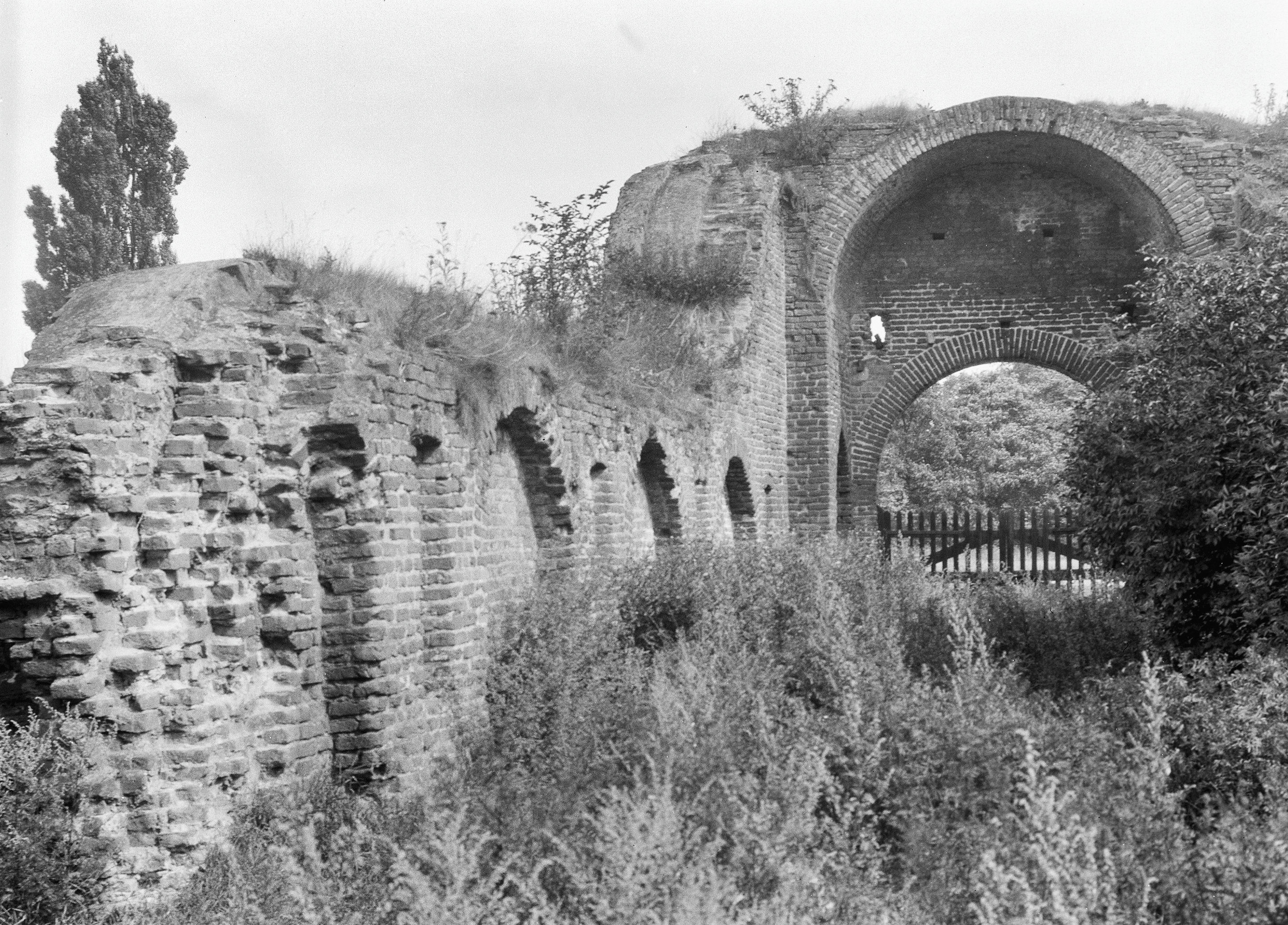
L'état de la porte avant restauration (vue de la ville).
Le plan de la porte.
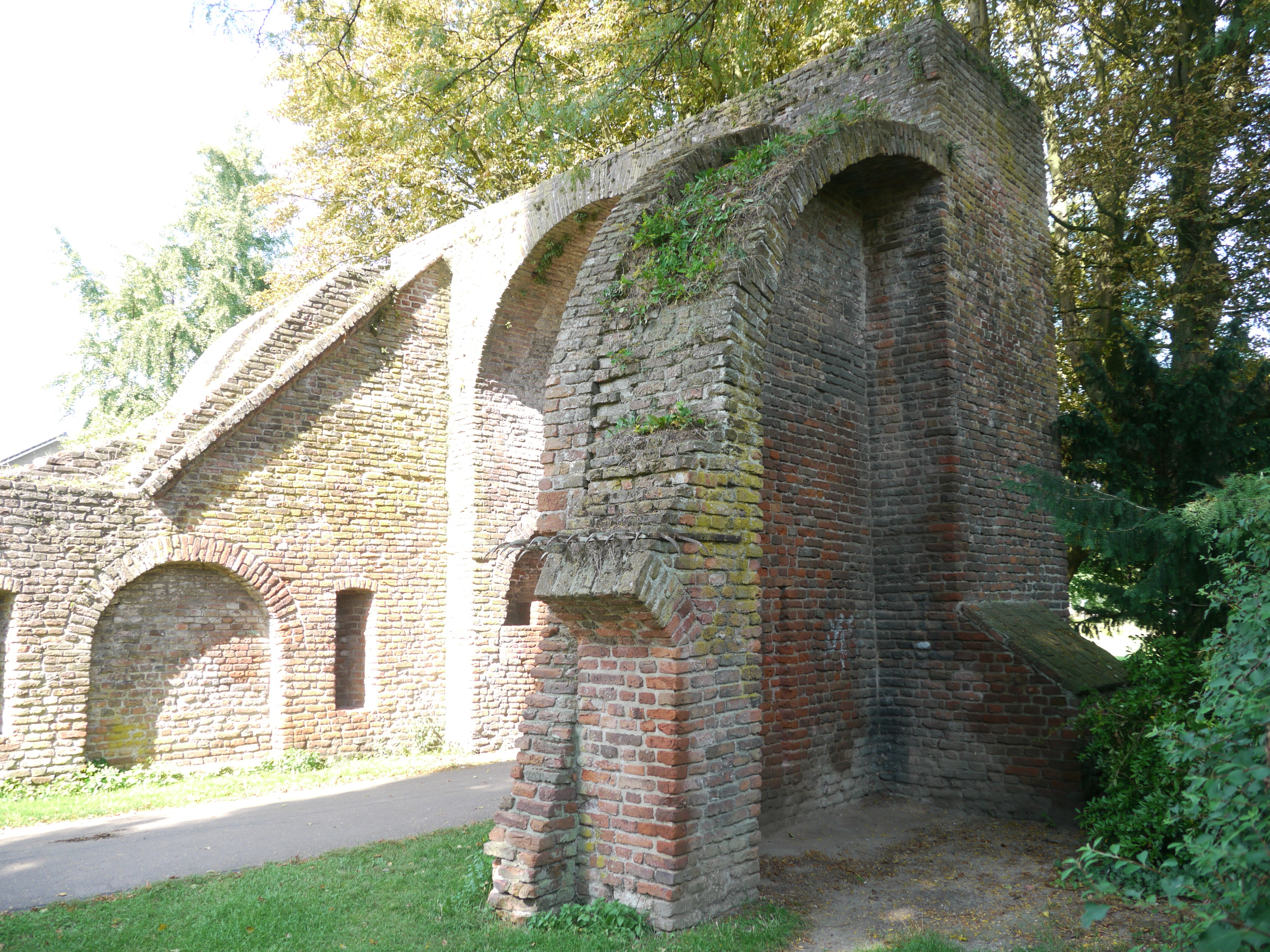
Vue rapprochée de la porte actuellement.